# Strage di piazza della Loggia
La strage di piazza della Loggia è stato un attentato terroristico di matrice neofascista con collaborazioni da parte di membri dello Stato italiano dell'epoca, servizi segreti ed altre organizzazioni, compiuto il 28 maggio 1974 a Brescia, nella centrale piazza della Loggia: una bomba nascosta in un cestino portarifiuti fu fatta esplodere mentre era in corso una manifestazione contro il terrorismo neofascista, provocando la morte di otto persone e il ferimento di altre centodue. Un'altra persona morirà in seguito alle ferite molto tempo dopo, portando a 9 il numero totale dei decessi.
Dopo molti anni di indagini, depistaggi e processi, furono riconosciuti colpevoli e condannati in via definitiva alcuni membri del gruppo neofascista Ordine Nuovo: quali esecutori materiali furono riconosciuti Maurizio Tramonte (condannato in appello, in qualità di "fonte Tritone" dei Servizi Segreti Italiani), assieme ai già detenuti Carlo Digilio (addetto agli esplosivi) e Marcello Soffiati (che trasportò l'ordigno); come mandante fu condannato, in appello, il dirigente ordinovista Carlo Maria Maggi. Gli altri imputati, tra cui Delfo Zorzi, il generale Francesco Delfino e l'ex segretario del MSI e fondatore del Centro Studi Ordine Nuovo Pino Rauti, furono assolti.
È considerato uno degli attentati più gravi degli anni di piombo, assieme alla strage di piazza Fontana del 12 dicembre 1969 (17 morti), alla strage del treno Italicus del 4 agosto 1974 (12 morti) e alla strage di Bologna del 2 agosto 1980 (85 morti).

## La bomba
Il 28 maggio 1974, alle dieci del mattino, in piazza della Loggia a Brescia era prevista una manifestazione contro il terrorismo neofascista indetta dai sindacati e dal Comitato Antifascista con la presenza del sindacalista della CISL Franco Castrezzati, dell'On. Adelio Terraroli del PCI e del segretario della camera del Lavoro di Brescia Franco Torri. Centinaia di persone erano scese in piazza a manifestare. Alle 10:12 una bomba contenente almeno un chilogrammo di esplosivo, nascosta in un cestino dei rifiuti, esplose, colpendo moltissime persone: tre di queste morirono sul colpo, altre tre durante il trasporto al nosocomio e due feriti morirono in seguito ad ore di agonia per via delle gravi ferite riportate. Altre centodue persone rimasero ferite.
Nel 2012 i periti balistici della corte d'appello di Brescia, il generale Romano Schiavi e il professor Alberto Brandone, hanno ribadito la loro precedente perizia secondo cui la bomba era costituita da una miscela di gelignite e dinamite, mentre nel 2010 i periti del processo che portò all'assoluzione in forma dubitativa di Carlo Maria Maggi, Delfo Zorzi, Maurizio Tramonte, Pino Rauti e Francesco Delfino hanno affermato che la bomba era costituita in gran parte da tritolo.
Tuttavia, nell'ultima sentenza di merito in sede di Corte d'Assise d'Appello di Milano del 22 luglio 2015, viene confermato che l'esplosivo era costituito da gelignite, come ampiamente dimostrato dai rilievi peritali effettuati direttamente sulla scena della strage e da successive prove realizzate dal collegio peritale all'epoca incaricato.
Dalla pagina 336 della sentenza: «[...] ritiene la Corte che l'individuazione del tipo di esplosivo utilizzato in piazza della Loggia nella gelignite non sia una mera ipotesi alternativa a quella formulata dal nuovo Collegio peritale [...] quanto un approdo probatorio certo, che consente di coniugare senza contraddizioni tutti i risultati investigativi».

## Le vittime
Le vittime furono:
- Giulietta Banzi Bazoli, 34 anni, insegnante di francese.
- Livia Bottardi in Milani, 32 anni, insegnante di lettere alle medie.
- Alberto Trebeschi, 37 anni, insegnante di fisica.
- Clementina Calzari Trebeschi, 31 anni, insegnante di lettere.
- Euplo Natali, 69 anni, pensionato, ex partigiano.
- Luigi Pinto, 25 anni, insegnante di educazione tecnica.
- Bartolomeo Talenti, 56 anni, operaio.
- Vittorio Zambarda, 60 anni, operaio.

## I funerali

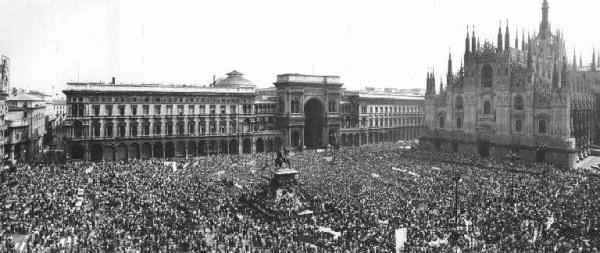
La manifestazione di Milano per piazza della Loggia

La camera ardente di sei delle otto vittime venne allestita nel salone Vanvitelliano del municipio. Il funerale si svolse nella stessa Piazza della Loggia, luogo dell'attentato, alla presenza del capo dello stato Giovanni Leone, del presidente del consiglio Mariano Rumor e dei principali leader di partito. La cerimonia venne officiata dal vescovo di Brescia Luigi Morstabilini, gli oratori furono il sindacalista Franco Castrezzati, già presente al momento dell'esplosione, il deputato socialista bresciano Gianni Savoldi del comitato antifascista, il segretario della CGIL Luciano Lama a nome di tutti i sindacati e il sindaco di Brescia Bruno Boni. La cerimonia venne interamente pagata dal comune di Brescia alle famiglie delle vittime e vide la partecipazione popolare di circa 500 000 persone.

## La reazione antifascista del giorno seguente l'attentato
Il giorno seguente l'attentato in tutta Italia è proclamato lo sciopero generale, con una notevole adesione di partecipanti alle manifestazioni, da cui spesso si dipartono cortei organizzati da militanti della sinistra extraparlamentare diretti verso sedi missine o di organizzazioni affiliate, come CISNAL. Avvengono durissimi scontri con le forze di polizia e i carabinieri, a Milano un corteo di 3000 antifascisti diretto a via Mancini, sede del MSI viene fermato con due raffiche di mitra e colpi di pistola per aria sparati in aria  .

## Le indagini e l'iter giudiziario

### La prima istruttoria

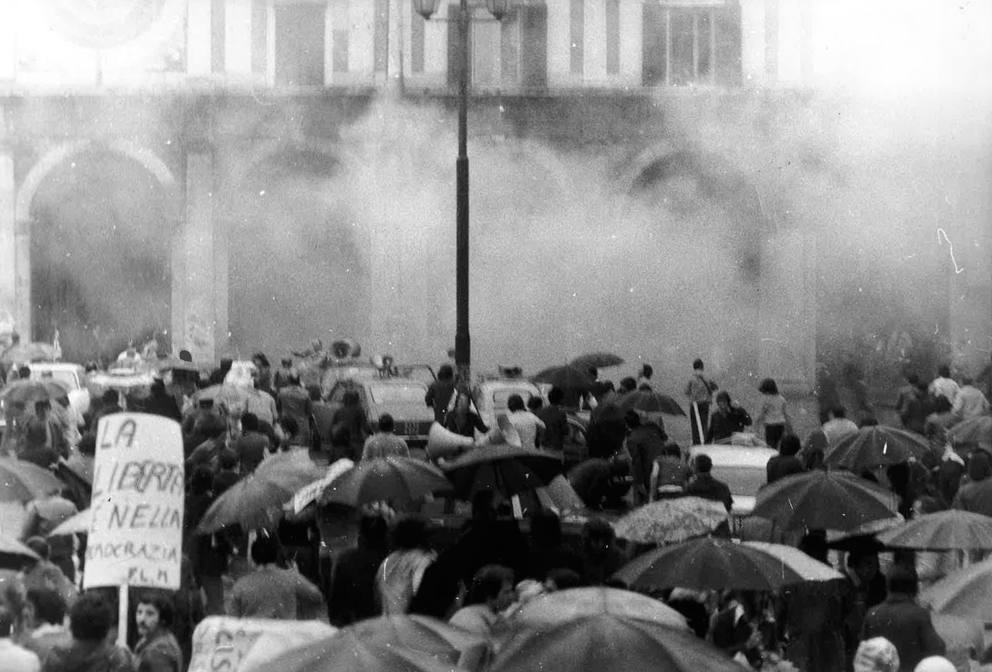
La piazza pochi istanti dopo l'esplosione

La prima istruttoria della magistratura portò alla condanna nel 1979 di alcuni esponenti dell'estrema destra bresciana. Uno di essi, Ermanno Buzzi, in carcere in attesa d'appello, fu strangolato il 13 aprile 1981 dai neofascisti Pierluigi Concutelli e Mario Tuti. Nel giudizio di secondo grado, nel 1982, le condanne del giudizio di primo grado vennero commutate in assoluzioni, le quali a loro volta vennero confermate nel 1985 dalla Corte suprema di cassazione.

### La seconda istruttoria
Un secondo filone di indagine, sorto nel 1984 a seguito delle rivelazioni di alcuni pentiti, mise sotto accusa altri rappresentanti della destra eversiva e si protrasse fino alla fine degli anni ottanta; gli imputati furono assolti in primo grado nel 1987, per insufficienza di prove, e prosciolti in appello nel 1989 con formula piena. La Cassazione, qualche mese dopo, confermerà l'esito processuale di secondo grado.

### I sospetti di coinvolgimento dei servizi segreti

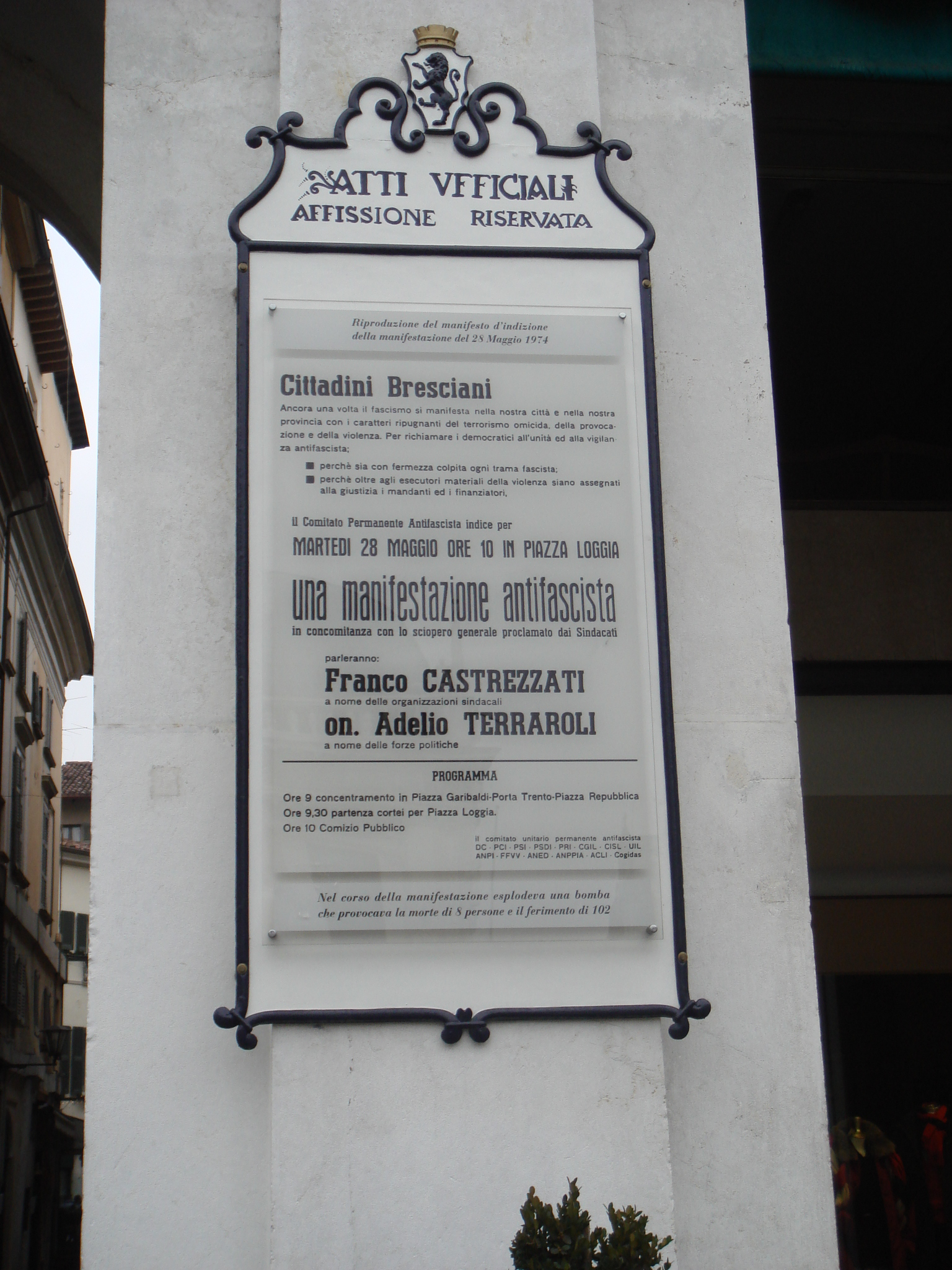
Manifesto che riproduce il manifesto originale della manifestazione che si teneva in piazza della Loggia il 28 maggio 1974

Nel corso dei vari procedimenti giudiziari relativi alla strage si è costantemente fatta largo l'ipotesi del coinvolgimento di rami dei servizi segreti e di apparati dello Stato nella vicenda.
Una ricostruzione siffatta appare sostenuta da una lunga serie di inquietanti circostanze: su tutte, basti pensare in primo luogo all'ordine, impartito dal vicequestore Aniello Diamare meno di due ore dopo la strage, affinché una squadra di pompieri ripulisse frettolosamente con le autopompe il luogo dell'esplosione, così spazzando via indizi, reperti e tracce di esplosivo prima che alcun magistrato o perito potesse effettuare alcun sopralluogo o rilievo; secondariamente, la misteriosa scomparsa dell'insieme dei reperti prelevati in ospedale dai corpi dei feriti e dei cadaveri, anch'essi di fondamentale importanza ai fini dell'indagine; infine, va segnalata la recente perizia antropologica ordinata dalla Procura di Brescia su una fotografia di quel giorno che comproverebbe la presenza sul luogo della strage di Maurizio Tramonte, militante di Ordine Nuovo e collaboratore del SID.
Tali oscure circostanze e gli intralci di provenienza istituzionale manifestatisi anche durante il secondo troncone d'indagine, tra cui l'invio nel 1989 da parte del SISMI di una velina relativa a un'improbabile pista cubana, con la precisazione per cui agli atti del Servizio «non esistono ulteriori documenti dai quali si possano trarre utili elementi di valutazione» e la misteriosa fuga di un testimone in Argentina, avvenuta poco prima che i magistrati potessero ascoltarlo, portarono il giudice istruttore Zorzi a denunciare l'esistenza di un meccanismo «che fa letteralmente venire i brividi, soprattutto di rabbia, in quanto è la riprova, se mai ve ne fosse bisogno, dell'esistenza e costante operatività di una rete di protezione pronta a scattare in qualunque momento e in qualunque luogo».

### La terza istruttoria
Riguardo alla terza istruttoria, il 19 maggio 2005 la Corte di cassazione ha confermato la richiesta di arresto per Delfo Zorzi (oggi cittadino giapponese, non estradabile, con il nome di Hagen Roi) per il coinvolgimento nella strage di piazza della Loggia.
Il 15 maggio 2008 sono stati rinviati a giudizio i sei imputati principali: Delfo Zorzi, Carlo Maria Maggi, Maurizio Tramonte, Pino Rauti, Francesco Delfino, Giovanni Maifredi. I primi tre erano all'epoca militanti di spicco di Ordine Nuovo, gruppo neofascista fondato nel 1969 da Clemente Graziani, sulle ceneri del Centro Studi Ordine Nuovo di Pino Rauti, e più volte oggetto di indagini, pur senza successive risultanze processuali, in merito all'organizzazione e al compimento di attentati e stragi. Ordine Nuovo fu sciolto nel 1973 per disposizione del Ministro dell'Interno Paolo Emilio Taviani con l'accusa di ricostituzione del Partito Fascista. Francesco Delfino fu invece ex generale dei Carabinieri, all'epoca responsabile - con il grado di capitano - del Nucleo investigativo dei Carabinieri di Brescia, mentre Giovanni Maifredi era ai tempi collaboratore del ministro degli Interni Paolo Emilio Taviani.

Piazza della Loggia

La prima udienza si è tenuta il 25 novembre 2008.
Il 21 ottobre 2010, dopo cinque giorni e mezzo di ricostruzione delle accuse, i pubblici ministeri titolari dell'inchiesta hanno formulato l'accusa di concorso in strage per tutti gli imputati, ad eccezione di Pino Rauti, per il quale la stessa accusa aveva richiesto l'assoluzione "per non aver commesso il fatto", pur sottolineando la sua responsabilità morale e politica per la strage.
Il 16 novembre 2010 la Corte D'Assise ha emesso la sentenza di primo grado della terza istruttoria, assolvendo tutti gli imputati con la formula dubitativa di cui all'art. 530 comma 2 c.p.p., corrispondente alla vecchia formula dell'insufficienza di prove. Oltre alle assoluzioni di Carlo Maria Maggi, Francesco Delfino e Pino Rauti, i giudici hanno disposto il non luogo a procedere per Maurizio Tramonte, per intervenuta prescrizione in ordine al reato di calunnia, e revocato la misura cautelare nei confronti dell'ex militante di Ordine Nuovo Delfo Zorzi.
Il 14 aprile 2012 la Corte d'Assise d'Appello ha confermato l'assoluzione per tutti gli imputati, condannando le parti civili al rimborso delle spese processuali, tuttavia indicando la responsabilità di tre ordinovisti ormai defunti, Carlo Digilio, Ermanno Buzzi e Marcello Soffiati. Il 21 febbraio 2014 la Corte di Cassazione ha annullato le assoluzioni di Maggi e Tramonte e confermato quelle di Zorzi e Delfino. È stato così istruito un nuovo processo d'appello contro Tramonte e Maggi.

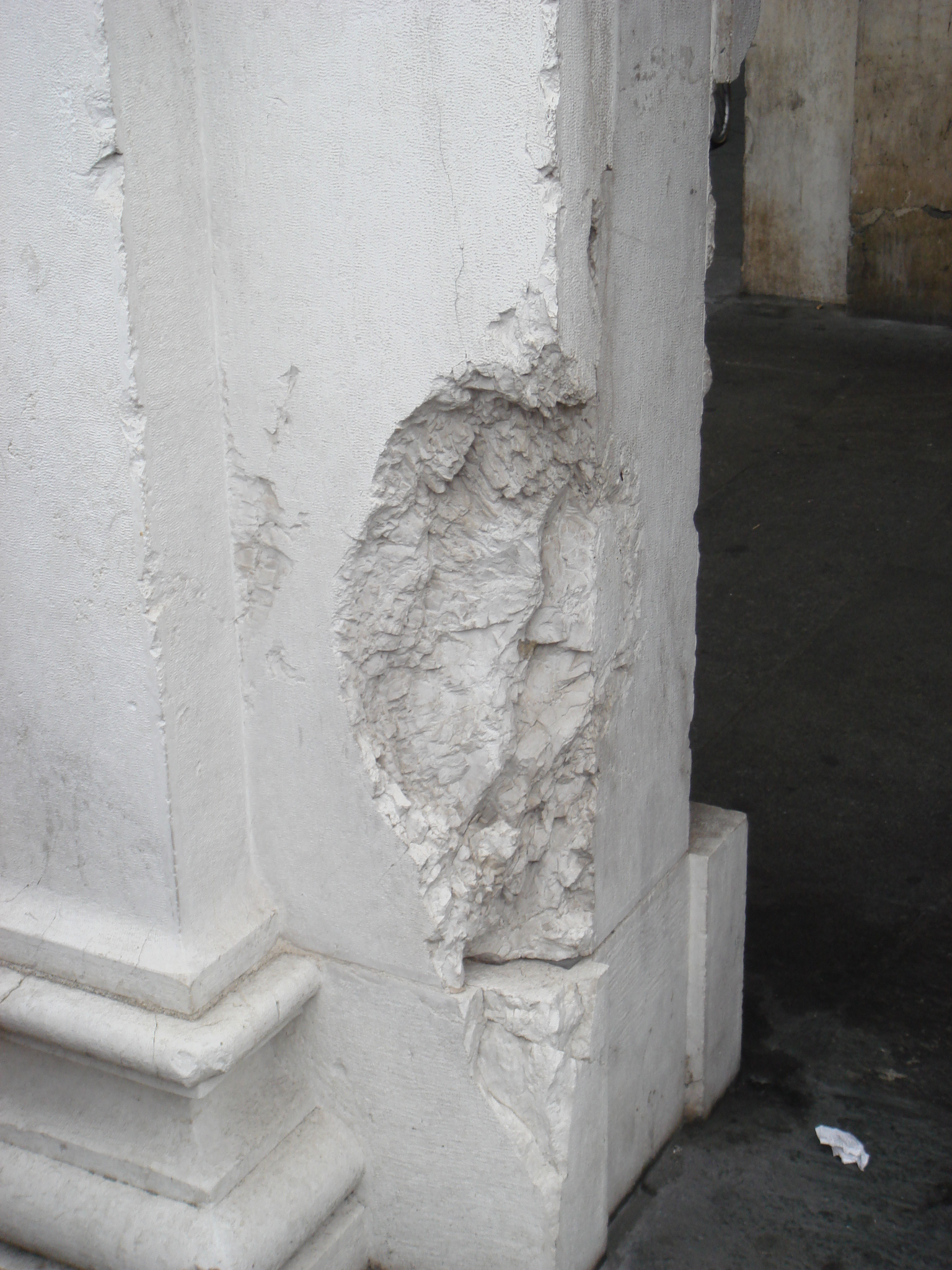
Il punto dove è esplosa la bomba, tuttora visibile.

 Il 22 luglio 2015 Maurizio Tramonte e Carlo Maria Maggi sono stati condannati, in appello, all'ergastolo.
Nelle motivazioni della sentenza, i giudici hanno posto l'accento sui «troppi intrecci che hanno connotato la mala-vita, anche istituzionale, dell'epoca delle bombe» che hanno fatto da contorno allo stragismo neofascista degli anni di piombo, facendo ampio riferimento all'«opera sotterranea» condotta da un «coacervo di forze» che di fatto hanno reso «impossibile la ricostruzione dell'intera rete di responsabilità».
(Motivazioni della sentenza di appello del Tribunale di Milano, 10 agosto 2016.)
Il 20 giugno 2017 la Corte di cassazione conferma in via definitiva la condanna all'ergastolo inflitta a Carlo Maria Maggi e Maurizio Tramonte. Dopo la condanna Tramonte ha cercato rifugio in Portogallo, ma è stato estradato in Italia. Pochi mesi dopo, a Brescia, è nato un comitato per chiedere la nomina a senatore a vita di Manlio Milani, presidente dell'Associazione familiari delle vittime della Strage di piazza Loggia.

### La quarta istruttoria
Un quarto giudizio in ordine alla Strage di Piazza della Loggia è scaturito da un ulteriore troncone di indagine condotto dalla Procura per i Minorenni di Brescia, a carico del veronese Marco Toffaloni, oggi cittadino svizzero, e di Roberto Zorzi, che da anni vive negli Stati Uniti dove alleva cani dobermann in un allevamento che ha chiamato "Il Littorio". A seguito di rivelazioni del collaboratore di giustizia Giampaolo Stimamiglio, al quale Toffaloni, ritenuto dagli inquirenti militante di Ordine Nuovo, avrebbe riferito di «aver avuto un ruolo tutt'altro che marginale nella strage», è stata acquisita una fotografia del giorno della strage che attesterebbe la presenza di Toffaloni, all'epoca diciassettenne, in Piazza della Loggia la mattina del 28 maggio 1974, pochi istanti dopo l'esplosione. Nel corso delle indagini sulla strage di Piazza della Loggia, la fotografia di Marco Toffaloni è stata rinvenuta dai Carabinieri del Reparto Operativo di Verona. Così fu disposta dalla Procura una perizia antropometrica al fine di effettuare una comparazione tra la fotografia e altre ritraenti Toffaloni nella stessa epoca, sequestrate presso i suoi genitori. I risultati di detta perizia, esposti dai consulenti della Procura nel corso dell'incidente probatorio svoltosi il 22 luglio 2016 presso il Tribunale per i minorenni di Brescia, hanno confermato la presenza di Toffaloni sul luogo della strage.
Toffaloni, interrogato sui fatti per rogatoria (poiché residente in Svizzera) dal pubblico ministero titolare dell'inchiesta, si è avvalso della facoltà di non rispondere.
Il 5 aprile 2023 Marco Toffaloni è stato rinviato a giudizio con l'accusa di strage. Il 3 aprile 2025, Toffaloni viene condannato in contumacia a trent'anni di reclusione dal Tribunale per i minorenni di Brescia in quanto considerato l'esecutore materiale della strage. Tuttavia non sconterà mai la pena in quanto, secondo la legge elvetica (paese di cui è cittadino e residente), il reato è prescritto.
In Svizzera, il deputato al Consiglio degli Stati Carlo Sommaruga ha eseguito il 25 marzo 2025 una interrogazione nominata: Il terrorista neofascista Marco Toffaloni sarà un giorno privato della sua nazionalità ed espulso verso l'Italia ?, all'Assemblea federale, con domande al Consiglio federale.

## Declassificazione degli atti

Milano, scontri tra manifestanti e forze dell'ordine, il 29 maggio, in corso Italia - Piazza Tricolore, vicino la sede del MSI

Con una direttiva del 22 aprile 2014, tutti i fascicoli relativi a questa strage non sono più classificati e sono perciò liberamente consultabili da tutti.

## La strage di piazza della Loggia nella cultura di massa

### Podcast
- Altre Indagini: Brescia, 28 maggio 1974 (2024), podcast in due puntate del quotidiano online Il Post, scritto e raccontato da Stefano Nazzi.[44]